# Abdurrahman Roza Haxhiu
Abdurrahman Roza Haxhiu (ur. 30 września 1930 w Lushnji, zm. 19 maja 1964 tamże) – albański piłkarz i trener piłkarski, w 1953 roku repezentant Albanii.

## Życie prywatne
Syn Bajrama Haxhiu; miał brata Alego.

## Upamiętnienie
W 1971 roku Abdurrahman Roza Haxhiu został pośmiertnie uhonorowany tytułem Zasłużonego Mistrza Sportu. W 1999 roku minister kultury, młodzieży i sportu Edi Rama przyznał Haxhiu tytuł Albańskiego Honoru Sportu (alb. Nderi i Sportit Shqiptar.
Haxhiu otrzymał także tytuł honorowego obywatela Lushnji, jego imię nosi mieszczący się w tym mieście stadion. Z okazji 30. rocznicy śmierci piłkarza, dnia 21 maja 1994 roku na tymże stadionie zorganizowano mecz piłkarski, a w sali kinowej Vaçe Zela odbyło się oficjalne spotkanie, podczas którego opowiadano o życiu Haxhiu.
W maju 2007 roku telewizja RTSH wyemitowała film dokumentalny pod tytułem Trëndafili i fushës së blertë, którego tematyka była poświęcona piłkarzowi; w filmie wzięli udział członkowie rodziny, piłkarze z klubów, w których grał Haxhiu.